# Karsten Kroon
Karsten Kroon (Dalen, 1976. január 29. –) holland profi kerékpáros. 2014-ben visszavonult a versenyzéstől.

## Eredményei
| 1996 1. - Ronde van Drenthe 1997 1. - Vlaamse Pijl Harelbeke 1., 2. szakasz - Circuit Franco-Belge 1998 1., 6. szakasz - Circuit de Lorraine 1., összetettben - Ster der Beloften 3. - ZLM Tour 1999 10. - Clasica de Almeria 2000 4. - DAB Classic - Dortmund 7. - Dwars door Gendringen 2001 1. - GP Kanton Aargau - Gippingen 3. - Sparkassen Giro Bochum 9. - Brabantse Pijl 2002 1. - Profronde van Maastricht 1., 8. szakasz - Tour de France 9. - Veenendaal - Veenendaal 2003 1., 4b szakasz - Tour du Poitou Charentes et de la Vienne 2. - GP Stad Zottegem 2004 1. - Rund um den Henninger Turm 2. - GP Jef Scherens 3. - GP Beghelli 7. - Coppa Sabatini 9. - Brabantse Pijl 2005 5. - Brabantse Pijl | 2006 1., 2. szakasz - Hessen Rundfahrt 1., 5. szakasz - Hessen Rundfahrt 2. - Brabantse Pijl 3. - Fléche Wallonne 3., Holland országúti bajnokság - Mezőnyverseny 4. - Amstel Gold Race 4. - Rund um die Hainleite 8. - Ronde van Vlaanderen 9., összetettben - Tirreno–Adriatico 9. - Omloop Het Volk 2007 4. - Ronde van Vlaanderen 5. - Brabantse Pijl 2008 1. - Rund um den Henninger Turm 1., 5. szakasz - Sachsen Tour 1., 2. szakasz - Vuelta a Castilla y Leon 4., Holland országúti bajnokság - Mezőnyverseny 5. - Giro di Lombardia 9. - Amstel Gold Race 2009 2. - Amstel Gold Race 2. - Eschborn - Frankfurt City Loop 4. - Kuurne - Brüsszel - Kuurne 5. - Brabantse Pijl 2010 9. - Amstel Gold Race |

## Grand Tour eredményei
| Grand Tour | 2002 | 2003 | 2004 | 2005 | 2006 | 2007 | 2008 | 2009 | 2010 | 2011 |
| ---------- | ---- | ---- | ---- | ---- | ---- | ---- | ---- | ---- | ---- | ---- |
| Giro       | -    | -    | -    | -    | -    | -    | -    | -    | -    | -    |
| Tour       | 146. | -    | 115. | 135. | -    | -    | -    | -    | 138. | -    |
| Vuelta     | -    | -    | -    | -    | -    | 52.  | 72.  | 76.  | -    |      |